# پل باربر

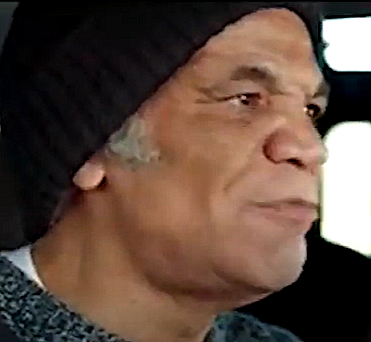
تصویری از پل باربر مربوط به سال 2018

پل باربر (انگلیسی: Paul Barber (actor)؛ زادهٔ ۱۸ مارس ۱۹۵۱) یک هنرپیشه اهل بریتانیا است. وی از سال ۱۹۷۴ میلادی تاکنون مشغول فعالیت بوده‌است.